# Аулла
Аула (итал. Aulla) — город в Италии, расположен в регионе Тоскана, подчинён административному центру Масса-Каррара (провинция).
Население составляет 10 456 человек (на 2004 г.), плотность населения — 172 чел./км². Занимает площадь 59 км². Почтовый индекс — 54011. Телефонный код — 00187.
Покровителем города считается Капрасий Лёранский, празднование 1 июня.